# X Factor Mixtape Vol. 2
X Factor Mixtape Vol. 2 è una compilation, pubblicata il 28 ottobre 2021. Raccoglie i brani inediti cantati dai concorrenti della quindicesima edizione di X Factor Italia.

## Tracce

### Disco 1
1. Gianmaria – Senza saliva – 2:33 (testo: Gianmarco Manilardi, Gianmaria Volpato e Vincenzo Boccato – musica: Movimento e gmjf)
2. Baltimora – Baltimora – 2:41 (testo: Edoardo Spinsante – musica: Baltimora, Sixpm e Jacopo Volpe)
3. Erio – Fegato – 3:15 (testo: Giuliano Sangiorgi – musica: Erio, Manuel Agnelli, Rodrigo D'Erasmo, Tommaso Colliva e Vanni Antonicelli)
4. Nika Paris – No Limit – 2:58 (testo: Dariana Koumanova, Elya Zambolin e Nikol Palascheva – musica: Nicolò Fragile)
5. Fellow – Non farmi andare – 2:38 (testo: Andrea Bonomo, Federico Castello, Gareth Owen, Luca Chiaravalli e Ricci Riccard – musica: Michele Canova Iorfida e Jaime Estalella)
6. Le Endrigo – Panico – 2:10 (testo: Gabriele Tura, Ludovico Gandellini e Matteo Tura – musica: Frenetik&Orang3)
7. Bengala Fire – Amaro mio – 2:27 (testo: Alexander Puntel, Andrea Orsella, Davide Bortoletto e Mattia Mariuzzo – musica: Manuel Agnelli, Rodrigo D'Erasmo e Tommaso Colliva)

### Disco 2
1. Gianmaria – I suicidi – 2:14 (testo: Gianmaria Volpato e Nicolas Biasin – musica: Bias)
2. Baltimora – Altro – 3:12 (testo: Edoardo Spinsante – musica: Baltimora, Sixpm, Jacopo Volpe e Enrico Brun)
3. Erio – Amore vero – 2:27 (testo: Fabiano Franovich, Filippo Cosci e Giacomo Mazzucato – musica: Erio, Manuel Agnelli, Rodrigo D'Erasmo e Yakamoto Kotzuga)
4. Nika Paris – Tranquille (Mon coeur) – 2:47 (testo: Alice et Moi, Dani Terreur e Vincha – musica: Taketo Gohara)
5. Fellow – Fire – 3:18 (testo: Federico Castello, Massimo Guidi e Taketo Gohara – musica: Taketo Gohara)
6. Karakaz – Useless – 2:27 (testo: Michele Corvino – musica: Sixpm, Jacopo Volpe, Enrico Brun e Luigi Pianezzola)
7. Vale LP – Cherì – 2:50 (testo: Daniele Dezi, Daniele Mungai, Davide Verde e Valentina Sanseverino – musica: Frenetik&Orang3)
8. Le Endrigo – Cose più grandi di te – 2:09 (testo: Gabriele Tura, Ludovico Gandellini e Matteo Tura – musica: Frenetik&Orang3)
9. Mutonia – Rebel – 2:04 (testo: Matteo De Prosperis – musica: Manuel Agnelli, Rodrigo D'Erasmo e Daniele Tortora)
10. Versailles – Truman Show – 2:19 (testo: Federico Nardelli, Luca Briscese e Viviana Colombo – musica: Sixpm, Jacopo Volpe, Enrico Brun, Federico Nardelli e Giordano Colombo)
11. Bengala Fire – Valencia – 3:23 (testo: Andrea Orsella, Davide Bortoletto, Giovanni Zavarise e Mattia Mariuzzo – musica: Manuel Agnelli, Rodrigo D'Erasmo e Tommaso Colliva)
12. Westfalia – Goblin – 3:16 (testo: Davide Paulis, Jacopo Moschetto e Vincenzo Destradis – musica: Vincenzo Destradis, Jacopo Moschetto, Davide Paulis e Enrico Truzzi)